# Montisi

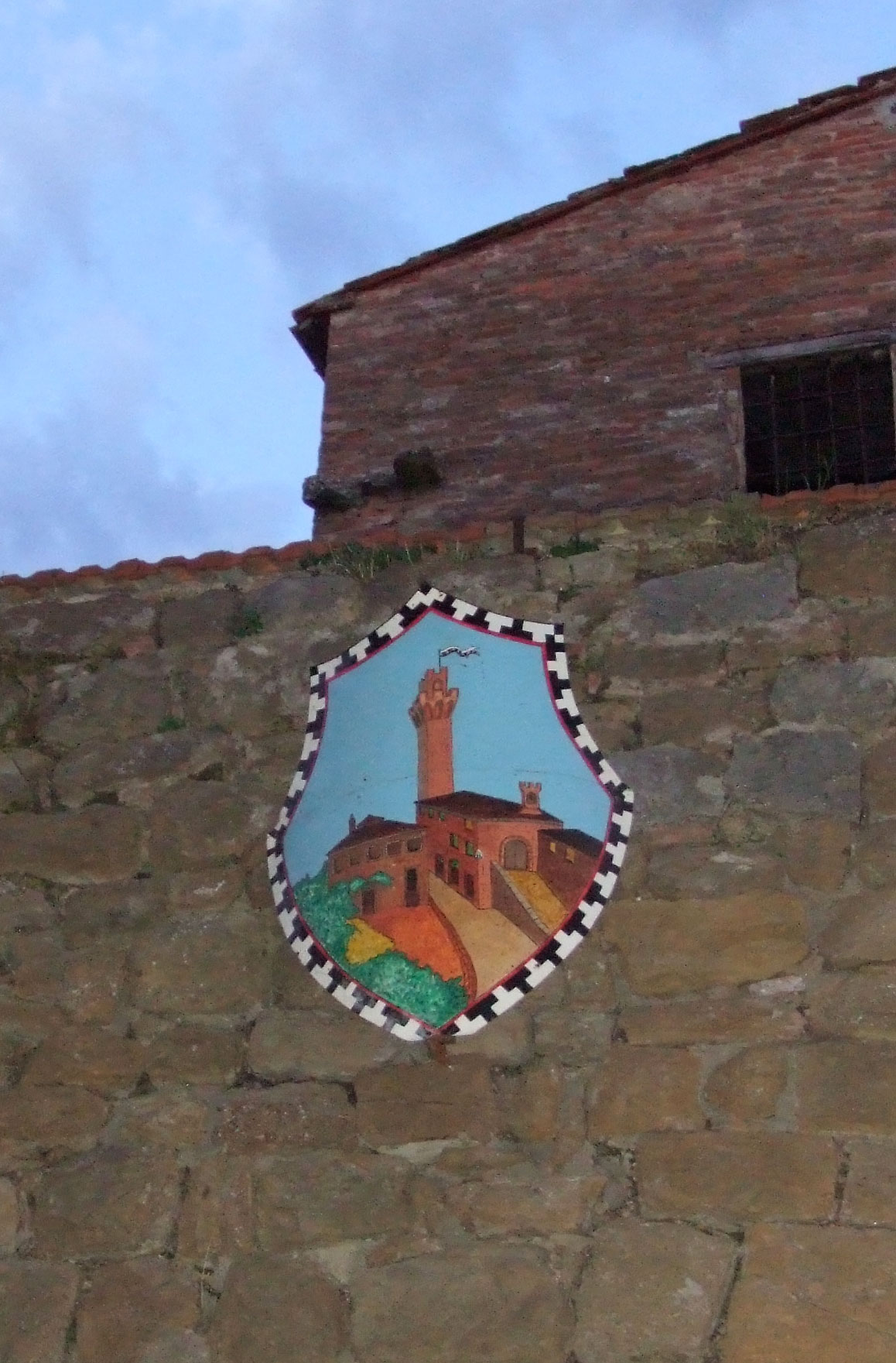
Plaque sur le mur de la Grancia restituant l'allure médiévale du centre du borgo.

Montisi est une frazione de la commune de Montalcino, dans les collines de la  province de Sienne.

## Géographie
Située dans les Crete senesi, près du désert d'Accona, à 416 m d'altitude, elle comporte quatre quartiers historiques : les contrade du Castello, de la Piazza, de San Martino et de la Torre, et les localitésde la Case Nuove, de Fornace et de Podere le Case.

## Toponymie
Selon la tradition son nom serait issu de monte di Iside par la présence d'un temple dédiée à Isis (rapporté dans la correspondance de la  pieve di Santo Stefano a Cennano).

## Histoire
L'habitat s'est développé au XIIe siècle près d'une petite nécropole étrusque ; il est  devenu un des lieux fortifiés des comtés de la Scialenga, qui passèrent sous le contrôle souverain de Sienne en 1175 et la cité est définie comme commune dans un document de 1283.
En 1291, à la suite de la division du patrimoine familial entre les frères Fazio et Cacciaconte, Simone Cacciaconti, du rameau Scialenghi, devient seigneur  de Montisi, après la conquête violente du château et l'incendie des maisons. À sa mort en 1295, la propriété passe sous le contrôle de l'hôpital Santa Maria della Scala de Sienne, qui y construit au XIVe siècle une grange fortifiée.
La fête médiévale de la Giostra del Simone commémore tous les ans cette période en opposant, lors d'une joute au mannequin (quintaine), les quatre contrade de la ville (Castello, Piazza, San Martino et Torre), en costumes du Moyen Âge.
À partir de 1371 Montisi devient le siège d'un vicariat citadin.
En 1777, elle passe sous l'administration de Trequanda.
Au XIXe siècle, redevenue commune autonome elle repasse sous le contrôle de Trequanda puis devient frazione de  San Giovanni d'Asso.

## Monuments
- La Grancia di Montisi qui était destinée à entreposer  les productions agricoles locales avant leur transfert vers la Scala de Sienne. Sa grande tour, réduction à la Torre del Mangia de Sienne, fut abattue par les troupes allemandes le 30 juin 1944[2]
- le palais du Cassero, demeure seigneuriale, devenue ensuite habitation privée.
- le Palazzo Mannucci Benincasa du XVIIIe siècle, remanié au XIXe siècle.
- La Torre Civica du XIXe siècle
- les édifices religieux : 
  - Pieve della Santissima Annunziata (Montisi) (it).
  - Chiesa delle Sante Flora e Lucilla (Montisi) (it).
  - Oratorio di Sant'Antonio abate della compagnia del Santissimo Sacramento (it).
  - Chiesa della Madonna della Neve (Montisi) (it).
- les Podere, les grands domaines agricoles des environs :  Podere San Martino, Podere Solatio, Podere Solatio, Podere la Romita, Podere il Giardino, Podere la Torre, Podere la Casella, Podere le Case, Podere di Sugherano.

|  |  |

## École de musique
- Piccola Accademia di Montisi (en), fondée en 2006 par le facteur de clavecins Bruce Kennedy[3].

## Sources
- (it) Cet article est partiellement ou en totalité issu de l’article de Wikipédia en italien intitulé « Montisi » (voir la liste des auteurs).